# Freddie Steele (football)
Frederick Charles Steele, dit Freddie Steele, né le 6 mai 1916 à Hanley (Angleterre) et mort le 23 avril 1976 à Newcastle-under-Lyme  (Angleterre), est un footballeur anglais.

## Carrière

### Carrière en club
Steele porte le maillot du club de Stoke City dès l'âge de quinze ans, et ce jusqu'en 1949. Il rejoint ensuite le club de Mansfield Town où il joue le rôle de joueur-entraîneur deux saisons durant. Il s'engage ensuite avec Port Vale avec lequel il assure le même double rôle pendant deux ans avant de définitivement arrêter sa carrière de footballeur pour devenir entraîneur à temps plein jusqu'en 1957. Il revient dans le même club en 1962 pour trois saisons. 

### Carrière internationale
Il compte six sélections avec l'équipe d'Angleterre de football pour huit buts inscrits, tous en tant que titulaire.

## Palmarès
Stoke City FC
- Meilleur buteur du Championnat d'Angleterre de football (1) :
  - 1937: 33 buts.

- Vainqueur du Football League Third Division North (en) en 1954 avec Port Vale.

## Sources
- Ressources relatives au sport :   - Eu-football
  - FootballDatabase
  - National Football Teams
  - Soccerbase (managers)
- (en) « Freddie Steele », sur englandstats.com (consulté le 11 février 2010)